# Doña Antonia de Ipeñarrieta y Galdós y su hijo don Luis
Doña Antonia de Ipeñarrieta y Galdós y su hijo don Luis es una pintura al óleo de Velázquez (Sevilla, 1599 – Madrid, 1660), conservada en el Museo del Prado de Madrid, donde ingresó por legado de la duquesa de Villahermosa en 1905, junto con su pareja, el retrato de su segundo esposo Don Diego del Corral y Arellano.

## Historia
Se desconocen las circunstancias del encargo y la fecha de ejecución de este lienzo, pero consta documentalmente la relación de Antonia de Ipeñarrieta con el pintor, a quien el 4 de diciembre de 1624, solo un año después de la llegada de Velázquez a Madrid, hizo un pago de 800 reales a cuenta de tres retratos: uno de Felipe IV (Nueva York, Metropolitan Museum of Art), El Conde-Duque de Olivares ahora conservado en el Museo de Arte de São Paulo (Brasil) y un retrato de su difunto esposo, El señor Garci Pérez, perdido o no identificado. Años después Antonia hubo de encargar a Velázquez su retrato (este) y el de su segundo marido, Diego de Corral.
En 1668 este cuadro se encontraba en el Palacio de los Corral en Zarauz (Guipúzcoa), mencionado en el inventario de los bienes de Juan y Cristóbal del Corral e Ipeñarrieta, hijos de la retratada, como «la Sra. doña Antonia de Ipeñarrieta con don Luis, su hijo». El lienzo pasó a sus herederos, los marqueses de Narros, que a mediados del siglo XIX lo llevaron a Madrid; en 1905 su entonces propietaria, María del Carmen de Aragón-Azlor, XV duquesa de Villahermosa, nieta de la retratada en séptimo grado, lo legó en su testamento al Museo del Prado con su pareja, el retrato de Don Diego del Corral y Arellano.
En 1989 formó parte de la exposición sobre Velázquez que acogió el Museo Metropolitano de Arte de Nueva York.

## Descripción
En el retrato aparecen doña Antonia y su hijo Luis, el primogénito, nacido en 1628, lo que permite datar la obra entre 1631 y 1632, fecha de fallecimiento de Diego Corral, cuyo retrato fue pintado al mismo tiempo como indica la semejanza en las características técnicas y en los materiales empleados, incluso por las impurezas presentes en los pigmentos empleados en ambas obras. El estudio técnico efectuado en el Museo del Prado descarta además la posibilidad de que el retrato del niño sea un añadido posterior, según afirmaron críticos como José Camón Aznar para quienes la «monotonía» del vestido de la dama, en contraste con el virtuosismo de la cabeza y cuello, acusaba una ejecución anterior a 1630 y quizá por mano ajena, retocada después de 1630 por el propio Velázquez. También el «envaramiento» del niño hizo pensar a Jonathan Brown en una amplia participación del taller, aunque la radiografía muestra un arrepentimiento en la posición de la mano con la flor y la técnica empleada en los encajes y motivos ornamentales, a base de pinceladas rápidas y breves superpuestas a las de tonalidades más oscuras que forman la base del vestido, es la misma en la figura del niño que en las figuras de sus padres.
Las radiografías efectuadas revelan numerosos arrepentimientos tanto en la figura de la dama como en la del niño, superpuesta a la de su madre en algunas zonas, como es frecuente en la obra de Velázquez. La preparación blanca es más clara en la zona donde se sitúa la cabeza, que después se superpone dejando una fina línea blanca en el contorno, buscando dar sensación de relieve. El fondo gris-tierra se pintó después de acabadas las figuras, mediante una fina capa de materia pictórica aplicada directamente sobre la base blanca grisácea, contorneando la figura con una estrecha línea más clara que la recorta y resalta del fondo, técnica aún más acusada aquí que en el retrato de don Diego. El niño viste baquero a rayas con mangas bobas, una de las cuales recoge el mismo niño con su mano diestra y de la otra lo tiene cogido la madre. Sobre el faldellín, un delantal de seda traslúcido y una campanilla colgando del pequeño cinturón, con una rosa en la mano izquierda. Doña Antonia de negro con botones y cadenillas dorados, viste un verdugado negro, quizá algo arcaico en su forma cónica, llamada «de aceitera», con cuello de valona rígida, ejecutado con notable economía de medios. Coloca su mano izquierda en el respaldo de una silla observada desde una perspectiva elevada, con aire de «poderlo hacer» según Julián Gállego, pues «dar la silla» era en el Siglo de Oro la demostración de un privilegio, el derecho a sentarse, que en este caso correspondería a doña Antonia por su posición en la Corte al servicio del príncipe Baltasar Carlos.

### Personajes retratados

#### Antonia de Ipeñarrieta
De noble ascendencia, nació doña Antonia de Ipeñarrieta en Villareal de Urrechu, provincia de Guipúzcoa (País Vasco), donde su familia poseía un gran palacio situado en la falda del monte Irimo, siendo sus padres Cristóbal y Antonia. Fue dama de honor de la reina Isabel de Borbón, y sirvienta en la casa del príncipe Baltasar Carlos; murió en Madrid en 1634.
Estuvo casada en primeras nupcias con García Pérez de Araciel, caballero de la Orden de Santiago, catedrático de Código y Vísperas de leyes en la Universidad de Salamanca y fiscal del Consejo y Cámara de Castilla, fallecido en 1624. Una vez viuda, contrajo segundas nupcias en Madrid en 1627 con Diego del Corral y Arellano, catedrático de Cánones en la Universidad de Salamanca, fiscal de la Real Audiencia y Chancillería de Valladolid (1608), fiscal y consejero del Consejo de Hacienda (1612 y 1622), fiscal y consejero del Supremo de Justicia (1616 y 1618), caballero de la Orden de Santiago (1622), y de la Cámara y Consejo de Castilla (1629).

#### Luis del Corral y Arellano
Tercer hijo de Antonia y de su segundo marido, Diego del Corral, nació en Madrid y fue bautizado bajo el nombre de Luis Vicente. No siguió la tradición familiar de leyes y servicio a la Corona de España, y vivió retirado de la Corte, residiendo en las ciudades de Madrid y Baeza, casado con una prima carnal de su padre, de quien no tuvo sucesión.